# Ermita de Santa Magdalena d'Inca
L'ermita de Santa Magdalena és una ermita del terme d'Inca (Mallorca) situada al Puig de Santa Magdalena, a 290 m. Concebuda originàriament com a ermita, posteriorment va acollir un monestir de monges clarisses i més tard una escola de gramàtica, per tornar finalment a la seva funció inicial. Data del segle xiii i respon a la tipologia de les esglésies de repoblament.

## Història
Apareix testimoniada per primera vegada l'any 1284, de manera que es pot situar la seva construcció cap a mitjans del segle xiii. Com que la vila d'Inca es va consolidar ràpidament com a nucli urbà, cal pensar que Santa Magdalena fou concebuda no pas com a església rural sinó ja com a ermita, i, de fet, no figura a la butla d'Innocenci IV del 1248, que establia la creació de les parròquies. Tot i així, tipològicament segueix el model de les esglésies de repobladors: petites, austeres, de transició del romànic al gòtic.
La llegenda atribueix la fundació a viuda d'un cavaller català arribat amb el Rei en Jaume, la qual establí una comunitat d'ermitanes. En qualsevol cas, hi ha constància de la presència d'eremites de 1395 ençà. El 1491 s'establí una comunitat de monges clarisses, que el 1530 foren substituïdes per jerònimes procedents de Santa Elisabet de Palma, però que ràpidament abandonaren el convent i es traslladaren al Convent de Sant Bartomeu d'Inca, el 1534. Posteriorment, el 1566 el pare Bartomeu Far obrí una escola de gramàtica, subvencionada pels jurats d'Inca, que funcionà fins al segle xviii i tancà definitivament el 1809.
Romangué abandonada durant bona part del segle xix, fins que el 1882 el bisbat creà una comissió de restauració, de la qual feien part Àlvar Campaner i Bartomeu Ferrà, per restaurar-la. L'obra fou inaugurada pel bisbe Campins l'any 1900, segons projecte de Bartomeu Ferrà. El 1931 s'hi establiren ermitans de la Congregació de Sant Pau i Sant Antoni, que hi residiren fins a 1985. El 1993 fou restaurada per la comissió diocesana de patrimoni artístic per retornar-li l'estil de repoblament original, i fou reinaugurada el 1994.

## Descripció
Tot i que manté la tipologia de les esglésies de repoblament, s'ha conservat amb molts d'afegits posteriors. La façana és simple, amb un portal de mig punt amb dovelles i brancals de marès. A l'interior és de planta rectangular, amb el presbiteri pla i una sola nau, segmentada en quatre per tres arcs diafragmàtics que sostenen un enteixinat de fusta, que és modern perquè l'original desaparegué el 1885. D'altra banda, sembla que l'edifici original no tenia tres arcs diafragmàtics, ans solament un.
A l'interior hi ha un retaule neogòtic de 1900, amb pintures de Salvador Torres de Sant No i Sant Ne, presidit per una imatge de Santa Maria Magdalena que és una còpia de 1994 d'una escultura gòtica de Sant Pere de Montluçonfrancès. També es conserva el Crist de Santa Magdalena, una talla del segle xvii.